# Nyingma
De nyingma is de oudste traditie binnen het Tibetaans boeddhisme. Het is een van de vijf hoofdscholen binnen het Tibetaans boeddhisme. De andere vier zijn kagyü, sakya, gelug en jonang.

## Achtergrond
Alle stromingen binnen het Tibetaan boeddhisme gaan ervan uit wortels te hebben in de Tibetaanse geschiedenis van voor het ontstaan van hun feitelijke georganiseerde traditie. Tradities als de gelug, daarvoor de kadampa en de sakya en kagyü, traceren die wortels tot aan het begin van de tweede verspreiding van het boeddhisme in Tibet. Globaal is dat vanaf het begin van de 11e eeuw.
De nyingma is uniek binnen die tradities vanwege het feit dat zij hun literaire en culturele erfenis alsmede hun doctrines baseren op de instructies die volgens hun opvatting al tijdens de periode van het Tibetaanse rijk van de 8e en begin 9e eeuw in Tibet geïntroduceerd werden.
Die erfenis kan - globaal - in twee delen onderscheiden worden.
Het eerste deel zijn een aantal soetras en tantras. In de boeddhistische traditie zijn dit teksten, die toegeschreven worden aan een boeddha als eerste verkondiger. De meeste teksten zijn afkomstig uit het Sanskriet, maar er zijn ook teksten uit het Burushaski.
In de boeddhistische traditie zijn dit teksten die een boeddha zelf zou hebben uitgesproken, dan wel zijn instemming heeft gegeven dat de teksten van generatie op generatie worden overgedragen of op enigerlei andere wijze zijn zegen aan de tekst heeft gegeven. In de nyimgmatraditie is het grootste deel van die teksten gerelateerd aan Samantabhadra. In de meeste boeddhistische stromingen is Samantabhadra een bodhisattva. In de nyingma traditie wordt Samantabhadra beschouwd als een van de adiboeddhas, een van de oer-boeddha's, die in het oorspronkelijk Sanskriet wordt aangeduid met het begrip dharmakaya. Er zijn ook - een beperkter aantal - teksten, die de nyingma op dezelfde wijze relateren aan de vijf dhyani-Boeddha's (sambhogakaya) en aan Sakyamuni Boeddha (nirmanakaya), die als boeddha aan de mensheid verscheen.
Het tweede deel zijn de terma's. Dat zijn openbaringen in de vorm van religieuze voorwerpen, maar vooral teksten die in diezelfde periode van de 8e en 9e eeuw door met name Padmasambhava, maar bijvoorbeeld ook Vimalamitra verborgen zouden zijn op het Tibetaans plateau om door tertöns op een geschikt tijdstip van vaak honderden jaren later te worden gevonden om de inhoud dan te openbaren. Geen van de andere stromingen binnen het Tibetaans boeddhisme kent deze vorm van openbaringen. Wel is een aanzienlijk deel van de literatuur van de bönreligie, de andere vorm van boeddhisme in Tibet, gebaseerd op terma's.

## Essentie van de doctrine van de nyingma
In de doctrine wordt de geest, het bewustzijn omschreven als het oerbegrip, een aanwezigheid die er altijd is geweest. Het wordt gekarakteriseerd door kwaliteiten als bijvoorbeeld spontaniteit, helderheid, volledige vrijheid, oorspronkelijke puurheid en waarachtigheid en intrinsiek bewustzijn. De ware natuur van de geest, het bewustzijn is niet toegankelijk via logische analyse. De geest creëert de verschijningen in de wereld, de plaats van het menselijk lijden. Al deze verschijningen worden echter geacht illusoir te zijn. De onwetende geest gaat ervan uit dat zijn creaties (de verschijningen) echter in de realiteit bestaan en vergeet daarbij zijn ware natuur van oorspronkelijke puurheid en waarachtigheid. De techniek om door te dringen tot de oorspronkelijke waarachtigheid is om activiteiten te ondernemen, die erop gericht zijn een aantal obstakels te verwijderen. Hierna zal de geest, het bewustzijn alle valse gedachten en ervaringen weten te elimineren en zijn eigen ware natuur weten te herkennen.

## De verwerving van kennis en inzicht
In de nyingmatraditie zijn er negen voertuigen, vormen van instructie voor het verwerven van deze kennis en dit inzicht te onderscheiden. Het onderscheid ligt in het wel dan niet reeds verworven inzicht van degene die de instructies ontvangt. Iedere  lagere  vorm van instructie wordt in de hogere vorm herhaald.
Sravakayanade instructie van de vrome aanwezigen.
Pratyekabuddhade instructie van de op zich zelf betrokken boeddha,
Boddhisattvayanade instructie van degenen die de verlichting niet voor zichzelf zoeken maar voor alle wezens
Kriyatantra
Ubhayatrantra
Yogatantra
Mahayoga
Anuyoga
Atiyogaof ook wel Grote Perfectie of Dzogchen

## De authenticiteit van de nyingma- teksten
Na de val van de Yarlung-dynastie en het eind van het Tibetaans keizerrijk in het midden van de 9e eeuw verdwijnt het boeddhisme in georganiseerde en zeker als monastieke vorm voor ruim een eeuw uit Tibet. Een tweede verspreiding begint weer plaats te vinden aan het eind van de 10de, begin 11e eeuw. Vanaf die periode reizen weer Indiase meesters naar Tibet en Tibetaanse lama's naar India voor onderwijs.
Hun activiteiten leidden tot de stichting van nieuwe georganiseerde tradities binnen het Tibetaans boeddhisme, zoals de kadampa, sakya en veel varianten binnen de kagyüschool.
Vanaf het begin van die periode tot op de dag van heden wordt de nyingma geconfronteerd met de beschuldiging, dat - in ieder geval een aanzienlijk deel van - hun teksten uit de 8e en 9e eeuw niet authentiek zijn. Daarmee wordt bedoeld dat die teksten hun oorsprong niet in India hebben. De implicatie daarvan is, dat die teksten in de 8e en 9e eeuw in Tibet zelf zouden moeten zijn ontstaan.
Er zijn vele verhalen van zowel meesters uit India als lama's die naar dit land reisden met als essentie dat zij gedurende de periode van hun verblijf in India nooit het oorspronkelijke equivalent in het Sanskriet van ook maar een van de oude vertalingen uit de 8e of 9e eeuw hadden gezien of ontdekt. Het resultaat is, dat er nauwelijks teksten van de nyingma opgenomen zijn in de kangyur, de canon van het Tibetaans boeddhisme. De nyingma hebben als antwoord daarop een eigen verzameling van hun canonieke teksten bijeengebracht, de Nyingma Gyübum. De min of meer definitieve ordening van die verzameling vindt plaats in de 15e eeuw.
De kwestie van authenticiteit van de teksten lag en ligt voor de nyingma zeer gevoelig. De Indiase wortels van het Tibetaans boeddhisme zijn cruciaal voor de geloofwaardigheid van iedere traditie. De nyimgma hebben zich dan ook altijd fel verzet tegen deze beschuldiging. De totstandkoming van de nyingma als een apart te onderscheiden traditie is voor een belangrijk deel toe te schrijven aan dit verzet.
In de jaren na 1960 schrijft de tweede Düdjom Rinpoche Jigdral Yeshe Dorje in India zijn belangrijkste werk, The Nyingma School of Tibetan Buddhism; Its Fundamentals and History. Het zeer omvangrijke werk is een compilatie van de culturele en spirituele erfenis van de nyingma en bedoeld om in een compleet veranderde werkelijkheid de kennis daarvan voor toekomstige generaties te behouden.
In dit werk wordt uitgebreid aandacht besteed aan de weerleggingen van de beschuldiging. Naast eigen opvattingen daarover citeert Jigdral Yeshe Dorje daarbij uitgebreid uit het verweer van vroegere nyingmameesters. Voor een westers publiek klinken die weerleggingen niet altijd even overtuigend en/of rationeel.
De auteur zelf heeft als belangrijkste argument dat het niet bestaan of niet voorkomen van de teksten in India niets zegt over de authenticiteit er van.
Want zelfs de teksten die dan wel aanwezig waren in India hebben daar niet hun oorsprong. De teksten werden voortgebracht vanuit de domeinen van de goden, de nāga's en de dakini's en vanuit grote pelgrimsoorden zoals de regio's van Shambhala en zijn pas later naar India gekomen.
Hij citeert bijvoorbeeld uit het werk van Rongzompa, een auteur uit de nyingmatraditie van de 11e eeuw. Zijn belangrijkste argument is, dat de teksten wel authentiek moeten zijn, omdat deze werden gemaakt in opdracht van de drie grote Dharma-koningen van Tibet, Songtsen Gampo, Tri Songdetsen en Tri Ralpachen  die van een heel andere orde van grootheid zijn dan de opdrachtgevers van heden. Rongzompa merkt verder op dat de oude vertalingen  gemaakt zijn in geheiligde tempels als Samye, die heel iets anders zijn de paar monastieke grotten van vandaag. De oude vertalingen werden gemaakt door echte meesters en die waren heel anders dan de vertalers van tegenwoordig die vooral op zoek zijn naar beloningen in de vorm van goud. Ten tijde van de vertaling van de oude teksten was het boeddhisme in India in een bloeiperiode. Daardoor konden de vertalers van de oude teksten die ook zonder fouten realiseren. Maar de charlatans die zich nu vertaler durven te noemen stellen de overgeleverde instructies van de boeddha's verkeerd voor. Zij verzinnen zelf allemaal hun eigen doctrine en stapelen fout op fout.
Jigdral Yeshe Dorje citeert in zijn werk ten aanzien van dit punt nog meer nyingma auteurs uit ook de 13e en 14 e eeuw. Een steeds terugkerend element in de weerleggingen is het voortdurend schetsen van een negatief beeld van de vertalers die vanaf de 11e eeuw werkzaam waren.
Deze discussie is in het historische Tibet steeds aanwezig geweest.
De gelughistoricus Sumpa Yeshe Peljor schrijft bijvoorbeeld eind 18e eeuw.
 Het is gemakkelijk te bewijzen dat zij (Padmasambhava en de andere meesters uit de 8e eeuw) zelfs maar niet een fractie geschreven kunnen hebben van de oude doctrines die nu nog in dit land van de sneeuw aanwezig zijn, zoals (volgt een hele opsomming van titels, waaronder het Tibetaans dodenboek). Deze oude doctrines werden pas veel later aan Padmasavambha toegeschreven. De zogenaamd beroemde oude vertalingen en de geestesterma werden geschreven door talloze bedriegers, die deze verhalen af en toe mengden met wat woorden van de Veroveraar op een wijze zoals het hen uitkwam. Iedereen die een beetje gestudeerd heeft en naar die teksten kijkt, zal dat zien.
Pabongka, de meest invloedrijke tulku van de gelug uit de eerste helft van de 20e eeuw vond hierin nog aanleiding om met zijn knokploegen nyingma kloosters in die periode aan te vallen.
In strikt historische zin is het een feit, dat er van de grote meerderheid van de "oude vertalingen" nooit een equivalent in het origineel Sanskriet is gevonden. Wetenschappers en tibetologen hebben zich in deze kwestie tot nu toe meestal terughoudend opgesteld. Wel wordt door een aantal opgemerkt dat het boeddhisme vanaf de 11e eeuw, de periode waarin de tweede verspreiding in Tibet aanvangt, in India al zeer duidelijk aan betekenis had ingeboet. Het is mogelijk dat er daardoor ook materiaal in het Sanskriet waarop de oude vertalingen zijn gebaseerd was verdwenen.
Naar de belangrijkste tekst van de nyingma, de Dzogchen is echter wel onderzoek gedaan. De belangrijkste conclusie daarvan is, dat de Indiase wortels zo niet geheel afwezig dan toch zeer gering zijn..

## De terma
In de nyingma opvattingen ontstond naast de overdrachtsmethode van meesters op leerlingen van de oude teksten in de 8e eeuw een andere lijn van overdracht van instructies. Dit waren de terma. Dat zijn openbaringen in de vorm van religieuze voorwerpen, maar vooral teksten die door met name Padmasambhava, maar bijvoorbeeld ook Vimalamitra, verborgen zouden zijn op het Tibetaans plateau om door tertöns op een geschikt tijdstip van vaak honderden jaren later te worden gevonden om de inhoud dan te openbaren. In de traditie is het ook mogelijk, dat teksten in het hoofd van de tertön gevonden kunnen worden. Hoewel er tot in de 20e eeuw op deze wijze nieuwe openbaringen zijn geclaimd, vindt de hausse van openbaringen plaats in de periode van globaal 1050-1350.

## Historische context terma
Tibetologen als Matthew Kapstein, Per Kværne en Donald Sewell Lopez jr. zetten de hausse van het vinden van terma's in die periode in de context van de boeddhistische renaissance, de tweede verspreiding van het boeddhisme in Tibet die Sarma wordt genoemd.
Dat was een periode dat veel Indiase meesters, zoals Atisha naar Tibet reisden om daar het geloof uit te dragen. In dezelfde periode reisden veel Tibetaanse lama's naar India voor onderwijs, maar vooral om daar opnieuw voor Tibet nog onbekende, boeddhistische teksten te ontdekken en vanuit het Sanskriet te vertalen. Voorbeelden van hen zijn Marpa en Gampopa.
Het gevolg was dat het beheersen van het juiste ritueel en zelfkennis niet langer voldoende was om als lama voldoende status te verkrijgen. Het was voor de lama en de nieuwe beweging die hij vertegenwoordigde essentieel om de beschikking te hebben over direct en evident uit India afkomstige teksten.
De twee oudere religieuze bewegingen in Tibet, de nyingma en bön, moesten dus een methode vinden om gelijktijdig een deel van de nieuwe invloeden te kunnen opnemen met behoud van hun eigen veel oudere traditie. In toenemende mate claimden die dan ook vanaf medio 11e eeuw nieuwe openbaringen te hebben gevonden in de vorm van gevonden teksten en religieuze voorwerpen. Daarbij wordt in de nyingmatraditie de figuur van Padmasambhava vereerd als een tweede Boeddha.
Literair-historisch en ander onderzoek heeft steeds overtuigend aangetoond, dat de periode waarin de terma gevonden werden, ook steeds de periode is waarin de teksten geschreven en opgesteld zijn.
Ten aanzien van Padmasambhava is er - strikt feitelijk en historisch gezien - geen enkel document in de Tibetaanse geschiedschrijving dat zijn historisch bestaan zou kunnen valideren. De consequentie daarvan is dat het wetenschappelijk onderzoek zich niet meer richt op de persoon van Padmasavambha, maar in de eerste plaats op de wijze hoe de legende rondom hem nu tot stand is gekomen. Met name in het eerste decennium van de 21e eeuw zijn daarover nogal wat publicaties verschenen.

## Overige aspecten
De nyingma traditie heeft een groot aantal leraren voortgebracht. De drie die door de traditie zelf het meest geroemd worden zijn Rongsom Chökyi Sangpo, ook wel als Rongzompa gespeld (1012-1088) Longchenpa (1303-1363), Jamgön Ju Mipham (1846-1912)
De nyingma heeft vanaf de 11e eeuw altijd geprobeerd buiten de vele politieke en militaire conflicten in Tibet te blijven. De traditie heeft nooit, zoals de sakya, de kagyü en de gelug, gestreefd naar een positie van dominantie. Dat kan positief worden uitgelegd, maar het was ook noodzaak. De waarden die de nieuwe tradities vanaf de 11e eeuw introduceerden vielen bij de feitelijke machthebbers in het land, de adel in historisch Tibet, in goede aarde. Er begint dan ook weer een herleving van het kloosterleven en de monastieke traditie. In veel delen van het land werd dat bevorderd door lokale aristocratische families, die op regionaal niveau hun macht hadden gevestigd na de val van het grote Tibetaanse rijk van de Yarlung-dynastie in de 9e eeuw. Een goed voorbeeld van allianties tussen dit soort adellijke clans en de nieuwe religieuze bewegingen is die van de Khön-familie in de sakyatraditie. De leden van deze familie waren oorspronkelijk volgelingen van de nyingma. De nyingma, die de oude waarden vertegenwoordigden, zijn er nooit in geslaagd om een alliantie met een partij met militaire kracht te sluiten.
De monastieke traditie is bij de nyingma altijd minder ontwikkeld geweest dan bij de andere stromingen binnen het Tibetaans boeddhisme. Van bijzondere betekenis voor hen was Samye, het oudste klooster in Tibet, dat tijdens de periode van de koning (Trisong Detsen (755-797) gebouwd werd. De enorme symbolische en dus ook politieke betekenis van het klooster voor heel het Tibetaans boeddhisme bracht met zich mee, dat steeds de op dat moment dominante traditie feitelijk de gang van zaken in het klooster bepaalde. Vanaf de 13e eeuw was dat de sakya, vanaf midden 17e eeuw de gelug. In de 12e eeuw werd het klooster Kathog gesticht. De vijfde dalai lama Ngawang Lobsang Gyatso heeft na de overwinning van de gelug in de burgeroorlog in de 17e eeuw vele kloosters van andere tradities vernietigd of geconfisqueerd, maar hij was de nyingma redelijk goed gezind. Van die gelegenheid heeft de nyingma gebruikgemaakt door vooral in de tweede helft van die eeuw nog vijf andere kloosters te bouwen. Het totaal aantal kloosters van de nyingma is echter altijd beduidend kleiner geweest dan bij de andere tradities. Mindroling was het opleidingsinstituut voor de nyingma.